# طرموش
طُرْمُوش (الاسم العلمي: Longitarsus)، جنس خنافس من فصيلة خنافس الأوراق. تضم حوالي 700 نوع، لها توزيع عالمي.